# 凯里·威尔逊
凯里·威尔逊（英語：Carey Wilson，1962年5月19日—），加拿大男子冰球运动员，场上位置是前锋。他曾代表加拿大国家队参加1984年冬季奥林匹克运动会冰球比赛，获得第4名。